# Демянская оборонительная операция
Демянская фронтовая оборонительная операция — принятое в советской историографии название для оборонительных действий РККА в ходе Великой Отечественной войны южнее и восточнее озера Ильмень в период 6—26 сентября 1941 года. Составная часть Ленинградской стратегической оборонительной операции

## Территория и период, охваченные операцией

### Территория
Боевые действия сторонами в ходе операции велись на территории нынешней Новгородской области (во время описываемых событий Ленинградская область) и отчасти на территории Калининской области. Условно границы операции можно определить с севера восточным берегом озера Ильмень севернее Старой Руссы, затем на восток, через Парфино и до северного берега озера Вельё, с востока по системе озёр Селигер до Пено, с юга приблизительно по линии Пено — Холм, с запада по Ловати и Поле. Севернее операции в рамках Ленинградской стратегической операции проводилась Новгородско-Чудовская оборонительная операция, южнее шла оборона района Великих Лук

### Период
Операция проводилась с 6 сентября по 26 сентября 1941 года. По-видимому, датой начала операции служит дата, когда в полосе 34-й армии, находившейся на пути на Демянск, начались активные бои. Тем не менее, началом операции следует считать 1 сентября 1941 года — дату перехода в наступление немецких войск из района Холма. Датой окончания операции служит прекращение немецкого наступления и стабилизация фронта на северо-западной оконечности Валдайской возвышенности.
Операции непосредственно предшествовала во времени и пространстве Прибалтийская стратегическая оборонительная операция. Продолжением операции на той же территории со стороны советских войск стала Демянская наступательная операция 1942 года.

## Планы сторон на операцию

### Планы Германии
Стратегической целью операции для вермахта являлось обеспечение связи между группой армий «Север» и группой армий «Центр», и как следствие, исключение контрударов советских войск с юга, в правый фланг группы армий «Север» и, наоборот, с севера в левый фланг группы армий «Центр». В перспективе, исходя из разговора Франца Гальдера с фон Грейфенбергом, начальником штаба группы армий «Центр», на северном фланге группы армий после завершения боёв на Валдайской возвышенности будет иметься так называемая «охватывающая группа». Она могла бы быть использована для выхода в тыл войскам Западного фронта. Очевидно, что немецкое командование в отдалённой перспективе могло иметь в виду также наступление по восточному берегу озера Ильмень с целью соединения с войсками, действующими по реке Волхов, а также наступление на восток, с целью перерезать Октябрьскую железную дорогу и тем самым, лишить советскую армию мощной коммуникации и большого транспортного узла в Бологом.
По плану операции, немецкие войска, расположенные у Холма, то есть на правом фланге немецкой группировки, предназначенной для операции, наносили удар по позициям 27-й армии, прорывали её оборону, и продвигаясь к Демянску, осуществляли окружение советских войск, занимавших позиции по рекам Ловать и Пола. В центре фронта немецкими войсками оказывалось давление на 34-ю армию, достаточное для того, чтобы пресечь возможный контрудар по ударной группировке. Также продолжалось наступление в направлении Пола — Лычково — Демянск в полосе 11-й армии, организуя тем самым северный фас «клещей».

### Планы СССР
Планы советского командования складывались исходя из обстановки, навязываемой противником. Исходя из журнала боевых действий Северо-Западного фронта с 01.09.1941 г. по 30.09.1941 г первоочередной задачей фронта в первых числах сентября 1941 года была стабилизация положения на рубеже реки Ловать, на протяжении от Холма до Парфино, очевидно имея в перспективе и взятие Старой Руссы. С ходом операции, планы советского командования менялись. Очевидно, что уже с середины сентября 1941 года, задачей советского командования была стабилизация положения по крайней мере на линии озёр гряды Селигер, что отмечал и начальник штаба ОКХ Франц Гальдер

## Силы сторон и их расстановка перед началом операции

### Силы Германии
С немецкой стороны в операции были задействованы:
- Группа армий «Север»

Части 16-й полевой армии
10-й армейский корпус
2-й армейский корпус
Часть 56-го моторизованного корпуса
- Переданный из состава Группы армий «Центр»

57-й моторизованный корпус
- Части 1-го авиационного корпуса

### Силы СССР
Со стороны СССР в операции участвовал Северо-Западный фронт:
- Новгородская армейская оперативная группа (принимала ограниченное участие);
- 11-я армия
- 34-я армия
- 27-я армия

## Ход операции
Северо-Западный фронт к началу сентября 1941 года занимал позиции от озера Ильмень до района Холма. На правом фланге фронта располагалась 11-я армия, занимая позиции от восточного берега озера Ильмень на восток, а затем на юг, восточнее Парфино, в междуречье реке Полы и Ловати, затем западнее Полы до района западнее Налючей. В районе деревни Росино начинались позиции 34-й армии, который следовали через деревни Старые Горки, Росолово, по берегу Старовской Робьи: Кокорино, Большое Стречно, Избитово. Далее была расположена 27-я армия, линия фронта следовала на юго-запад через районы деревень Хмели, Речицы (42-я танковая дивизия), доходила до Ловати, затем шла по реке вплоть до её излучины в районе деревень Горки — Пустошка. Оттуда линия фронта шла на юго-восток на Княжий Клин затем по реке Большой Тудер до района деревни Тухомичи. Южнее начинались позиции 22-й армии Западного фронта. Таким образом, немецкие войска на своём правом фланге имели достаточно удобный плацдарм на правом берегу Ловати восточнее Холма, где сосредоточился 2-й армейский корпус. Против 11-й армии действовал 10-й армейский корпус у Парфино и южнее. Между корпусами против 34-й армии действовали 3-я моторизованная дивизия и дивизия СС «Мёртвая голова».
1 сентября 1941 года в полосе обороны 27-й армии восточнее и северо-восточнее Холма 2-й армейский корпус перешёл в массированное наступление. Сильный удар наносился по линии Ловать — Пустошка — Княжий Клин. На этом участке завязались тяжёлые бои, но в первый день наступления советские войска, сначала отойдя, затем сумели в основном восстановить положение. Севернее, по Ловати, противник не наступал. Зато, наступая из района южнее Холма, противник взломал оборону армии по реке Труверша и занял деревни Каменка и Тухомичи и эта группировка начала развивать наступление на деревню Аполец, которая была взята 3 сентября 1941 года. К 5 сентября 1941 года левый фланг армии был вынужден отойти за реку Маревку. При этом правый фланг армии продолжал оставаться на восточном берегу Ловати, будучи постепенно окружаем с юга. В то же время в полосе 34-й армии в центре противник особых усилий не прилагал, и таким образом и 34-я армия постепенно окружалась, отходя своим левым флангом к Поле. На северном фланге фронта противник продолжал наступление: с рубежа Тулитово, Мануйлово, Щечково 126-я и 30-я пехотная дивизия продвигались и к вечеру 1 сентября 1941 года 254-я стрелковая дивизия была вынуждена оставить посёлок Полу, отойдя на восточный берег реки Полы, и затем, чередуя отступление с попытками наступления, отходила, ко 2 сентября 1941 года на рубеж рек Воложа и Колпинка, затем далее на Лычково, вдоль железной дороги.
Советское командование на 2 и 3 сентября 1941 года перед войсками фронта поставило задачу окружения и уничтожения противника, с тем, чтобы к исходу 3 сентября 1941 года выйти на Ловать на всём протяжении реки. 27-я армия должна была разгромить противника и затем из района Холма, наступать на север, с тем чтобы совершить окружение. Однако ни одна из армий в своих частных попытках наступления отдельными соединениями успеха не достигла. 4 сентября 1941 года командование фронтом констатировало, что задачи не выполнены и, в связи с угрожающим положением на правом фланге фронта, попыталось организовать контрудар с севера на юг, в междуречье рек Большой Тудер и Пола, для чего была привлечена 185-я стрелковая дивизия (в конечном итоге, контрудар не состоялся). Кроме того, было отдано приказание ни в коем случае не допустить форсирования Полы. Но 5 сентября 1941 года противник перешёл в наступление на правом фланге 34-й армии, и во многих местах сумел форсировать реку: были захвачены Большое и Малое Степаново, Городок, Большие и Малые Роги. Только на участках Колома — Игнатицы попытки форсировать реку были сорваны. Вместе с тем, левый фланг армии продолжал оставаться на реке Старовская Робья и подвергался угрозе окружения. Также противник продолжал наступление в полосе 27-й армии в направлении на Молвотицы, уже рассеяв оборонявшиеся перед ним соединения. Так, уже с 4 сентября 1941 года в штабе фронта не было сведений о 256-й стрелковой дивизии. 6 сентября 1941 года штаб фронта констатировал, что управление частями армии дезорганизовано, сопротивление стихийно и штабу известно о нахождении лишь трёх дивизий из состава армии (одной из них резервной).
7 сентября 1941 года 11-я армия продолжала отход к Лычково и уже находилась приблизительно на рубеже Беглово — Пожалеево. 34-я армия продолжала бои по рубежу реки Полы, в некоторых местах удерживала берег, а в некоторых вела бои за оставленные населённые пункты по берегу реки. В полосе 27-й армии положение только ухудшалось: противник взял Молвотицы и двигался на Демянск с юга, взяв населённые пункты Бель 1 и Бель 2, нередко встречая перед собой только сводные малочисленные отряды. Только 7 сентября 1941 года остававшиеся отряды 185-й стрелковой и 46-й танковой дивизии наконец начали отход от Ловати, находясь уже по существу в глубоком тылу немецких войск. Вечером 8 сентября 1941 года Демянск был оставлен советскими войсками. Первой в Демянск вошла 19-я танковая дивизия, которая была придана 2-му армейскому корпусу. В этот же день возобновилось наступление против 34-й армии, её правый фланг был отброшен от Полы, а левый, удерживая населённые пункты на берегу реки, развёрнут фронтом на север. В этот день было нарушено командование 34-й армией: штаб армии потерял связь с большинством вверенных соединений. Полное окружение пока ещё не состоялось: 11-я армия удерживала за собой позиции на подступах к Лычково. На 9 сентября 1941 года командование фронтом отдало приказы, целью которых прежде всего являлся возврат Демянска, для чего была создана оперативная группа в составе 23-я и 33-я стрелковые дивизии 27-й армии (те, что оказались севернее прорыва немецких войск), переданная 28-я танковая дивизия (танков не имела) и 3-й полк внутренних войск НКВД, батарея реактивных миномётов. Войска 27-й армии, оказавшиеся южнее прорыва немецких войск (части 185-й стрелковой дивизии, остатки 5-й стрелковой дивизии, 256-я стрелковая дивизия, 9-я и 10-я артиллерийские бригады) были отряжены на занятие обороны по рубежу Орехово — Селигер с задачей не допустить противника к Осташкову с запада и северо-запада
9 сентября 1941 года была прорвана оборона 11-й армии, в результате чего противник быстрым броском захватил Лычково. Туда из резерва была выдвинута 254-я стрелковая дивизия, но её атаки успеха не имели. При этом многие части армии остались западнее Лычково в районах Беглово — Кневицы. 34-я армия отошла на рубеж Шумилов Бор — Костьково — Новый Брод (всё западнее Демянска). Оборону фронтом на запад должны были занять 245-я и 257-я стрелковые дивизии, 259-я и 262-я дивизии направлялись северо-восточнее в район Чичилово, откуда ими должен был быть нанесён удар на северо-восток, на Иловку и Лужно (юго-восточнее Лычково) в помощь 11-й армии. 181-я стрелковая, 25-я и 54-я кавалерийские дивизии сосредоточились на левом фланге армии, у Нового Брода с задачей наносить удар на восток, во фланг группировке, прорвавшейся на Демянск. По позициям 245-й дивизии на рубеже был вновь нанесён удар, и она оставила рубеж Костьково — Новый Брод, откатившись на рубеж Полы (в её верхнем течении, вновь выйдя на реку) в район деревни Пенно. Что касается 27-й армии, то она силами 23-й стрелковой и 28-й танковой дивизий занимала рубеж для наступления на Демянск восточнее города, в районе деревни Пески. 33-я стрелковая дивизия отходила западнее вражеского клина к Демянску от Молвотиц на Дягилево — Ермаково. 185-я стрелковая дивизия двигалась на северо-восток от Латкино, с задачей соединиться с 33-й стрелковой дивизией. 5-я стрелковая дивизия из состава южной группы 27-й армии попала под удар и оставив исток Волги, заняла рубеж на северном берегу озера Стреж в районе Коковкино. 256-я стрелковая дивизия занимала рубеж в районе Евсеево.
10 сентября 1941 года 11-я армия продолжала бои в районе Лычково, с некоторыми дивизиями связь была потеряна. В 34-й армии этот день стал днём кризиса: «…части 34А…оставили занимаемый рубеж и неуправляемые со стороны командования и штабов начали беспорядочный отход, пробиваясь отдельными группами через боевые порядки противника в общем направлении на восток. Материальная часть, в большинстве своём, была брошена.» 27-я армия левым флангом несколько оторвавшись от противника, отошла на линию озёр Селигер, где организовывал оборону, а правым флангом готовилась к наступлению на Демянск. 12 сентября 1941 года армия предприняла ряд атак в направлении Демянска, но успеха не имела. Уже с 14 сентября 1941 года командованию стало ясно, что советские войска потерпели поражение. Так, 34-й армии во взаимодействии с 11-й армией уже ставятся задачи не столько наступления и возврата населённых пунктов Лычково — Лужно как самоцель, сколько обеспечение вывода окружённых войск 11-й и 34-й армии из района западнее дороги Лычково — Демянск. Однако к 15 сентября 1941 года передовые части немецких войск вышли уже к озеру Вельё. Между тем и 27-я армия под давлением противника была вынуждена своим правым флангом отходить всё восточнее и юго-восточнее Демянска, к озёрам и тоже, 15 сентября 1941 года немецкие войска подошли к озёрам. Противник даже попытался малыми силами переправиться через Селигер, но эта попытка была отбита.
Во второй половине сентября 1941 года активная фаза операции была закончена. Противник, взяв Демянск и закрепившись по линии озёр, активности в наступлении не проявлял, да и собственно вряд ли мог, ввиду недостатка сил. Советское командование отдавало себе отчёт в опасности дальнейшего продвижения немецких войск: их наступление могло изолировать северо-западный театр боевых действий и поэтому активно пополняло Северо-Западный фронт и перебрасывало туда подкрепления. Советские войска оборудовали оборонительные позиции и чтобы обеспечить их оборудование, в течение второй половины сентября 1941 года осуществляли постоянные и достаточно сильные атаки позиций противника. Так, Франц Гальдер отметил в своём дневнике за 21 сентября 1941 года «Противник оказывает сильное давление на наши войска в районе Валдайских высот. Против 2-го армейского корпуса противник даже предпринял атаку при поддержке танков». Местами стороны вели бои за улучшение собственного положения, так советские войска были потеснены на восточный берег озера Велье. Продолжали выход из окружения отдельные советские подразделения.
К 30 сентября 1941 года линия фронта в полосе операции проходила от озера Ильмень на восток до района восточнее Лычково, занимая 115 километров. От озера до деревни Шкварец позиции занимала 180-я стрелковая дивизия. Ей противостояли части 290-й пехотной дивизии. Оттуда линия фронта, огибая Лычково проходила через деревню Кирилловщина (202-я моторизованная дивизия, 84-я стрелковая дивизия, 182-я стрелковая дивизия, 26-я стрелковая дивизия, 254-я стрелковая дивизия). В тылу у этой группировки находились 8-я танковая бригада, 25-я и 54-я кавалерийские дивизии. Им противостояли 30-я пехотная дивизия и два полка дивизии СС «Мёртвая голова». Затем от Кирилловщины до Исаково располагались 262-я, 163-я, 259-я, 245-я стрелковые дивизии, в резерве были 10-я бригада противотанковой обороны и 188-я стрелковая дивизия. Позиции напротив занимали части 32-й пехотной дивизии. Далее по озёрам занимали позиции 23-я, 28-я и 4-я стрелковые дивизии, в тылу у них находились 33-я и 183-я стрелковые и 46-я кавалерийская дивизия

## Итоги операции
Прекращение немецкого наступления и стабилизация фронта на северо-западной оконечности Валдайской возвышенности. Противник, взяв Демянск и закрепившись по линии озёр, активности в наступлении не проявлял, да и собственно вряд ли мог, ввиду недостатка сил.
Немецким войскам удалось добиться своей стратегической цели: обеспечение связи между группами армий «Центр» и «Север» по линии, как предполагалось, позволяющей организовать и оборудовать надлежащую оборону. Демянский выступ вплоть до весны 1943 года продолжал играть роль «балкона», наступление с которого угрожало тылам Волховского фронта и Западного (впоследствии Калининского фронта), а также коммуникациям центра Советского Союза с его северо-западными районами.
Кроме того, существенными были потери советских войск. По существу две армии были разгромлены. Немецкая сторона отчиталась о 35 000 человек только взятых пленными, уничтоженных или взятых трофеями 117 танках, 254 орудиях.

### Потери
Безвозвратные потери советских войск по периодам. Надо иметь в виду, что по-видимому окончательный подсчёт потерь производился в третью декаду сентября. В состав потерь фронта входят также наряду с потерями армий, потери фронтовых и тыловых частей, а также потери Новгородской армейской оперативной группы, не принимавшей значительного участия в операции.
Наличие личного состава и вооружения Северо-Западного фронта
|           | Личный состав | Миномёты | Орудия | Танки |
| --------- | ------------- | -------- | ------ | ----- |
| 1.9.1941  | 103738        | 290      | 473    | 24    |
| 10.9.1941 | 58037         | 158      | 205    | 20    |
| 15.9.1941 | 68667         | 160      | 298    | 19    |
| 24.9.1941 | 116409        | 355      | 365    | 97    |
| 29.9.1941 | 109269        | 472      | 451    | 21    |

|                       | 1.9.1941 — 10.9.1941                           | 10.9.1941 — 20.9.1941                                          | 20.9.1941 — 30.9.1941 |
| --------------------- | ---------------------------------------------- | -------------------------------------------------------------- | --------------------- |
| 11-я армия            | 2148 человек, из них без вести пропавшими 967  | 2490                                                           | 10382                 |
| 27-я армия            | 1685 человек, из них без вести пропавшими 1090 | 3806                                                           | 1724                  |
| 34-я армия            | данных нет                                     | 7603 (с учётом первой декады) из них без вести пропавшими 4084 | 11138                 |
| Северо-Западный фронт | 4189                                           | 14765                                                          | 23734                 |

### Мемуары
- Гальдер Ф. От Бреста до Сталинграда. Военный дневник. Ежедневные записи начальника генерального штаба сухопутных войск 1941—1942 годов. — Смоленск: Русич, 2001. — 656 с. — (Мир в войнах). — ISBN 5-313-00026-8.
- Хаупт В. Группа армий «Север». Бои за Ленинград. 1941—1944. / Пер. Е. Захарова. — М.: Центрполиграф, 2005. — 384 с. — (За линией фронта. Мемуары). — ISBN 5-9524-1672-1.

### Исторические исследования
- Кривошеев Г. Ф. Россия и СССР в войнах XX века. Потери вооруженных сил: Статистическое исследование. — М.: Олма-Пресс, 2001. — 320 с. — ISBN 5-17-024092-9.
- Шигин Г. А. Битва за Ленинград: крупные операции, «белые пятна», потери / Под ред. Н. Л. Волковского. — СПб.: Полигон, 2004. — 320 с. — ISBN 5-17-024092-9.